# Circe (planetka)
(34) Circe je planetka nacházející se v hlavním pásu asteroidů. Její průměr činí asi 114 km. Byla objevena 6. dubna 1855 francouzským astronomem J. Chacornacem. Své pojmenování nese po řecké kouzelnici Kirké.